# Franz Jöst
Franz Jöst (* 12. Dezember 1851 in Mackenheim, Gemeinde Abtsteinach; † 11. Mai 1921 in Mainz) war ein hessischer Politiker (SPD) und Abgeordneter der 2. Kammer der Landstände des Großherzogtums Hessen und des Reichstags.

## Familie
Franz Jöst war der Sohn des Bauernehepaares Peter und Margarethe (geborene Schmitt) Jöst. Er besuchte die Volksschule in Ober-Abtsteinach und machte 1867 bis 1869 eine Lehre als Tischler in Weinheim. Später arbeitete er als Holzschneider. 1882 bis 1883 folgte ein Aufenthalt in Südamerika. Ab 1883 war er selbständiger Kehlleistenfabrikant in Mainz. Er war zwei Mal verheiratet: Mit seiner ersten Frau Gertrud (geborene Peifer, gestorben 30. Dezember 1895 in Mainz) und mit seiner zweiten Frau Gertrud (geborene Link).

## Politik
Franz Jöst war ab 1874 Mitglied der SPD und wurde 1885 gemeinsam mit Carl Ulrich als erster Sozialdemokrat in den hessischen Landtag gewählt. Im Landtag vertrat er bis 1896 den Wahlbezirk der Stadt Mainz. 1890 bis 1896 war er außerdem noch Reichstagsabgeordneter und 1892 bis 1896 Stadtverordneter in Mainz.